# صموئيل سميث (سياسي أمريكي، مواليد 1780)
صموئيل سميث (بالإنجليزية: Samuel Smith)‏ هو قاضي ومحامي وسياسي أمريكي، (و. 1780  م). انتخب عضو مجلس النواب الأمريكي.